# Санфурш, Жан-Жозеф
Жан-Жозе́ф Санфу́рш (фр. Jean-Joseph Sanfourche; 25 июня 1929 год, Бордо — 13 марта 2010, Сен-Леонар-де-Нобла) — французский художник, поэт, дизайнер и скульптор.

## Биография
Родился в Бордо 25 июня 1929 года. Когда Жану-Жозефу было 4 года, семья переехла в город Рошфор, департамент Приморская Шаранта. Артюр — отец Жана-Жозефа, был механиком и рисовальщиком, именно он дал ему первые уроки художественного мастерства. В 1942 году, после начала Второй мировой войны и оккупации Франции нацистами, семья была арестована гестапо. В 1943 году отец был расстрелян, а Жан-Жозеф с матерью отпущены и высланы в город Лимож. Здесь он жил до достижения совершеннолетия, обучаясь бухгалтерскому делу, и одновременно резьбе по дереву и рисунку в государственном профессиональном училище. Несмотря на прогрессирующую болезнь глаз, сделавшую его со временем инвалидом по зрению, он начал также заниматься живописью.
Достигнув совершеннолетия, переехал в Париж, где через некоторое время стал техническим директором текстильной фабрики, а уже в возрасте двадцати пяти лет — руководителем швейного производства. После 20 лет работы в промышленном секторе перешёл на государственную службу и в течение некоторого времени работал в Министерстве иностранных дел Франции. В дальнейшем проживал в городе своего детства — Лиможе, а с 1975 года — в небольшом городке Сен-Леонар-де-Нобла неподалёку. В 1992 году президент Франции Франсуа Миттеран сделал его кавалером ордена Почётного легиона
Скончался 13 марта 2010 года, в возрасте 80 лет в больнице городка Сен-Леонар-де-Нобла.

## Творчество
Жан-Жозеф Санфурш не имел художественного образования и говорил о себе: «Я не художник, а человек, который делает вещи на грани искусства».
Он был ярким представителем художественного направления ар-брют. Уже с возраста 6 лет он начал рисовать, а позднее превратил художественное творчество в главное занятие своей жизни. Санфурш был многоплановым автором — он автор графических и живописных работ, скульптур из камня, дерева и бронзы. Начиная с конца 1960-х годов он использовал необычные материалы — такие, как кремень и кость, на которых изображал маленьких цветных человечков. Работы Сантурша находятся во многих музеях и частных коллекциях, среди которых — Коллекция ар-брюта в Лозанне, Музей современного искусства в Париже, Дворец изящных искусств в Брюсселе и других.
Жан-Жозеф Санфурш сотрудничал и близко общался со многими известными деятелями искусства, среди которых художник Гастон Шессак, писатель Антонен Арто, скульптор Жан Дюбюффе.